# 范可奇
范可奇（1541年—？），字士頴，號雲峯，浙江紹興府會稽縣人，民籍，明朝政治人物。官至廣西按察司副使。

## 生平
萬曆元年（1573年）癸酉科浙江鄉試第十一名，萬曆二年（1574年）甲戌科會試第六十七名，登二甲第五十名進士。授刑部主事，升郎中，出为黄州府知府，教授百姓种桑养蚕。調寧國府，十七年正月升廣西按察司副使，卒于官。

## 家族
曾祖范瀾；祖父范佶；父范允中。母張氏。严侍下。子范紹序，萬曆進士。